# Ozarba punctifascia
Ozarba punctifascia är en fjärilsart som beskrevs av Le Cerf 1922. Ozarba punctifascia ingår i släktet Ozarba och familjen nattflyn. Inga underarter finns listade i Catalogue of Life.